# Ponto de Encontro
Ponto de Encontro é uma compilação, lançada em 1987. O álbum foi produzido e projetado pela MPC (Mocidade Para Cristo) e traz vários artistas de música popular brasileira e rock da época, dentre canções inéditas e regravações. Destaque para "Paz Pra Cidade", ao qual o ex-vocalista Janires interpreta juntamente com o Rebanhão pela última vez em sua vida.

## Faixas
| Lado A |                           |                                     |                       |         |  |
| N.º    | Título                    | Compositor(es)                      | Artista               | Duração |  |
| 1.     | "Sinceramente"            | Artur Mendes, Edy                   | Vencedores por Cristo | 3:06    |  |
| 2.     | "Gratidão"                | Vavá Rodrigues, Sidnei Ferreira     | Jovens da Verdade     | 4:17    |  |
| 3.     | "Salmo 121"               | Quarteto Vida                       | Quarteto Vida         | 3:57    |  |
| 4.     | "Quero Servir-Te, Senhor" | Frederico Colares e Sebastião Costa | Grupo Águas           | 3:49    |  |
| 5.     | "Canção da Alvorada"      | João Alexandre                      | Grupo Pescador        | 3:19    |  |

| Lado B |                  |                |               |         |  |
| N.º    | Título           | Compositor(es) | Artista       | Duração |  |
| 1.     | "Resposta Certa" | Sérgio Pimenta | Grupo Semente | 3:34    |  |
| 2.     | "Pra Você"       | Lucas Ribeiro  | Sinal Verde   | 3:48    |  |
| 3.     | "Casinha"        | Janires        | Janires       | 4:23    |  |
| 4.     | "Paz pra Cidade" | Janires        | Rebanhão      | 2:47    |  |